# 澡下镇
澡下镇，是中华人民共和国江西省宜春市奉新县下辖的一个乡镇级行政单位。

## 行政区划
澡下镇下辖以下地区：
澡下集镇社区、澡下村、观下村、白沙村、青潭村、尖角村、龙溪村、富溪村、汪家村和泥洋村。